# Eutrepsia splendens
Eutrepsia splendens là một loài bướm đêm trong họ Geometridae.

## Đặc điểm
Sâu bướm non của loài này có màu xanh lục và phát triển các dấu hiệu màu nâu vàng. Tuổi cuối cùng có thể trở thành màu nâu vàng với các mảng lượn sóng và các mảng màu xanh lá cây. Sâu bướm có một vạt da mở rộng trên ngực. Đoạn bụng cuối cùng phẳng đột ngột và mang một chiếc sừng cong về phía sau màu xanh lá cây và xám mạnh mẽ, kết thúc đột ngột ở một điểm, nhưng không ảnh hưởng gì.
Khi sâu bướm bị quấy rầy, vạt da trên ngực sẽ căng ra để lộ một cặp đốm mắt trên đoạn bụng đầu tiên. Thông thường, một đường trắng chạy từ đầu đến mỗi điểm mắt.
Loài sâu bướm này đã được phát hiện ăn các loại thực vật trong họ Araceae, bao gồm:
- Đuôi Trĩ (Anthurium schlechtendalii),
- Dây thường xuân quỷ (Epipremnum aureum),
- Cây xà lách trái cây (Monstera deliciosa),
- Kim Berry (Raphidophora australasica), và
- Hoa loa kèn hòa bình (Spathiphyllum wallisii).[2]

Sâu bướm có thể phát triển đến chiều dài khoảng 9 cm. Con nhộng có màu xám lốm đốm và được hình thành giữa rễ của cây lương thực của nó, trong một cái kén mỏng manh lộn xộn. Nhộng có màu nâu lốm đốm và xanh lục. Nhộng có chiều dài khoảng 5 cm.
Bướm trưởng thành có cánh trước màu xanh lục hoặc nâu tía loang lổ, mỗi cánh có những đường nguệch ngoạc sẫm màu, và đôi khi có một mảng màu trắng góc cạnh và hai chữ V màu trắng ở đầu cánh. Các mép trước bao gồm hai đường cong lõm gặp nhau ở một đỉnh khoảng nửa đường. Các cánh sau có màu nâu sẫm, được cắt ngang bởi một dải màu cam rộng. Bướm đêm có sải cánh dài khoảng 7 cm.
Ở tư thế nghỉ ngơi: con bướm đêm cong bụng dưới thân. Sau đó, người ta có thể nghi ngờ đó là khuôn mặt của một con quái vật đáng sợ, với các núm ở mỗi bên ngực là mắt, ngực là mũi và các dải bên trên bụng là một cái miệng có răng. Có thể điều này ngăn cản những kẻ săn mồi, hoặc có thể chỉ khiến những người giàu trí tưởng tượng thích thú.
Trứng có màu trắng nhạt và hình cầu với đường kính khoảng 2 mm.

## Phân bố
Loài này được tìm thấy ở tây nam Thái Bình Dương, bao gồm: Papua New Guinea và Quần đảo Solomon, cũng như ở Úc (bang Queensland).